# Перабо, Эрнст
Иоганн Эрнст Перабо (нем. Johann Ernst Perabo; 14 ноября 1845, Висбаден — 29 октября 1920, Бостон) — американский пианист и композитор немецкого происхождения.
В возрасте шести лет с семьёй переехал в США, семилетним впервые выступил перед публикой в Нью-Йорке. После длительных попыток собрать деньги для профессионального обучения музыке в Европе семья наконец получила нужные средства благодаря поддержке Уильяма Шарфенберга, благодаря чему в 1862—1865 гг. Перабо учился в Лейпцигской консерватории у Игнаца Мошелеса и Эрнста Фердинанда Венцеля (фортепиано), Роберта Папперица (орган), Морица Гауптмана и Э. Ф. Э. Рихтера (гармония) и Карла Райнеке (композиция).
Вернувшись в США, с 1866 года концертировал в Нью-Йорке (среди прочего, исполнил в цикле концертов все фортепианные произведения Франца Шуберта). С середины 1870-х гг. жил преимущественно в Бостоне, преподавал как частным образом, так и в Консерватории Новой Англии, среди его учеников была Эми Бич.
Опубликовал множество коротких фортепианных пьес, в том числе дидактического назначения. Осуществил фортепианные переложения различных произведений Шуберта, Бетховена, Антона Рубинштейна.